# Лобода Олександр Павлович
Олександр Павлович Лобода (10 лютого 1928, тепер Таращанського району Київської області) — український радянський діяч, новатор сільськогосподарського виробництва, тракторист колгоспу «Прогрес» Таращанського району Київської області. Депутат Верховної Ради УРСР 7—8-го скликань.

## Біографія
Народився в селянській родині.
З 1950-х років — тракторист колгоспу «Прогрес» села Велика Березянка Таращанського району Київської області.
Потім — на пенсії у селі Велика Березянка Таращанського району Київської області.

## Нагороди
- ордени
- медалі